# Проснулся в темноте
«Проснулся в темноте» — песня российского рэп-исполнителя GONE.Fludd, выпущенная 8 ноября 2019 года лейблом Sony Music Russia через цифровую дистрибуцию. Является вторым синглом из пятого мини-альбома артиста «Одиночная психическая атака», вышедшего 22 ноября 2019 года. Продюсерами композиции стали битмейкеры SHVRP PRICKLES и Lagune, а автором текста — сам GONE.Fludd.
Текст «Проснулся в темноте» рассказывает историю человека, влюбившегося в образ девушки из сна. GONE.Fludd признавался, что при написании трека не думал о конкретной женщине, а образ используемый в песне собирательный. «Проснулся в темноте», будучи синглом с альбома «Одиночная психическая атака», резко контрастирует по звучанию с остальными композициями с альбома, являясь более мягкой и лиричной песней.
Композиция стала одной из наиболее популярных работ рэпера и добилась положительных отзывов профильных журналистов, отмечавших её лиричность и меланхоличность, а также называвших её «будущим хитом». Прогнозы музыкальных критиков сбылись, и уже в марте 2020 года, через четыре месяца после релиза, «Проснулся в темноте» наряду с «Одиночной психической атакой» получила платиновую сертификацию.

## Создание и релиз
После успешного выхода студийного альбома Boys Don't Cry и мини-альбома «Суперчуитс» GONE.Fludd добился популярности и звания «главного рэп-открытия 2018 года». Неожиданное обретение известности вылилось в эмоциональное и моральное перегорание, в усталость от сложившегося «яркого» образа. Вследствие этого Александр решает резко сменить имидж, срезая свои дреды, бывшие до этого частью образа «яркого» GONE.Fludd, и выпускает мини-альбом «Одиночная психическая атака» (2019), чьё звучание кардинально отличалось от предыдущих двух пластинок, став более тяжёлым и агрессивным. Темы, поднимаемые рэпером в песнях, также изменились: теперь тексты содержали в себе размышления на темы психических расстройств, усталости и депрессии. Трек «Проснулся в темноте» является одним из синглов с этого альбома.
Написанием инструментала к «Проснулся в темноте» занимались битмейкеры под псевдонимами SHVRP PRICKLES и Lagune. Ранее SHVRP PRICKLES спродюсировал четыре трека для наиболее популярного альбома рэпера, Boys Don’t Cry, в том числе хит «Кубик льда». Описывая методику совместной работы, SHVRP PRICKLES заявил что за создание основной части мелодии, «лупа», отвечает Lagune, затем уже сам SHVRP PRICKLES дорабатывает его в черновой вариант трека на основе звучания лупа. Таким образом битмейкеры создают демозапись, которая затем отправляется исполнителям «на пробу» и в случае если демозапись приглянулась кому-либо они прорабатывают её в полноценный трек. За текст песни, по традиции, отвечал сам Александр «GONE.Fludd» Смирнов. В «Проснулся в темноте» GONE.Fludd рассказывает об образе девушки из сна, в которую бесповоротно влюбляется. Артист отмечал, что этот образ является собирательным, сочетая в себе черты знакомых нескольких девушек.
7 ноября GONE.Fludd выкладывает в своих соцсетях отрывок песни и анонсирует её выход на следующий день. Выход сингла состоялся 8 ноября 2019 года на лейбле Sony Music Russia через цифровую дистрибуцию. Одновременно с выходом песни был открыт предзаказ мини-альбома «Одиночная психическая атака» на Apple Music. По состоянию на 16 августа 2022 года видео-ролик с премьерой трека на видеохостинге YouTube набрал более 4 миллионов просмотров. Изначально артист планировал экранизировать оба сингла с мини-альбома, но по тем или иным причинам трек «Humansuit» остался без музыкального клипа. «Проснулся в темноте», с другой стороны, получил так называемое «муд-видео», показывающее танцующего под композицию GONE.Fludd. Ролик являлся частью рекламной кампании марки американского бурбона Jim Beam, в которой также приняли участие рэперы Obladaet и Моргенштерн. Сам Александр так описывал свои попытки снять музыкальное видео на «Проснулся в темноте»:
Весь год мы пытались срастить планы и снять клип «Проснулся в темноте», но обстоятельства регулярно вносили свои корректировки. Но оставить совсем без визуализации один из самых популярных треков Фладды мы не могли, так и появилось это муд-видео.
По состоянию на 22 января 2022 года «муд-видео» набрало более 3 миллионов просмотров. Позже GONE.Fludd исполнил «Проснулся в темноте» в гостях на YouTube-шоу рэпера Басты «MC Taxi» вместе с песней «Зелень» со студийного альбома Voodoo Child, а также презентовал ещё не вышедший на тот момент трек «TRAXXXMANIA», который вошёл в состав анонсированного в рамках шоу мини-альбома Digital Fantazy.

## Восприятие
В целом, песня удостоилась положительных отзывов от критиков. Сайт «ТНТ Music» перечислил «Проснулся в темноте» среди главных релизов недели 4—10 ноября и назвал сингл «романтическим». Интернет-портал Rap.ru посчитал, что «мелодичное звучание и просящиеся на цитаты строчки наверняка обеспечат песне популярность». Некоторые издания, вроде The Flow и «Союза», отмечали, что лиричность «Проснулся в темноте» резко контрастирует со звучанием остальных песен с «Одиночной психической атаки». Редактор The Flow назвал трек «лиричной балладой», у которой есть потенциал стать «будущим хитом». Редактор ресурса VSRap.ru назвал композицию «грустной и меланхоличной». Сам GONE.Fludd в марте 2020 года получил за композицию платиновую сертификацию.

## Список композиций
| №  | Название              | Текст песни       | Музыка                | Длительность |
| -- | --------------------- | ----------------- | --------------------- | ------------ |
| 1. | «Проснулся в темноте» | Александр Смирнов | SHVRP PRICKLES Lagune | 2:44         |

## Позиции в чартах
| Чарт (2019)        | Высшая позиция |
| ------------------ | -------------- |
| Россия (ВКонтакте) | 4              |